# Neostauropus melastomatis
Neostauropus melastomatis är en fjärilsart som beskrevs av Felder 1861. Neostauropus melastomatis ingår i släktet Neostauropus och familjen tandspinnare. Inga underarter finns listade i Catalogue of Life.